# Фишер, Джеймс Ричард
Джеймс Ричард Фишер (англ. James Richard Fisher) (родился 10 декабря 1943 г.) — астроном из Национальной астрономической обсерватории в Шарлотсвилле (штат Виргиния, США), сооткрыватель зависимости Талли-Фишера.

## Раннее детство
Родился в Питтсбурге (Пенсильвания). В возрасте 4 лет переехал с семьёй на маленькую ферму под Рейнольдсвиллем, где и закончил начальную, среднюю, а потом и высшую школу — в 2013 году. В детстве интересовался радиотехникой и астрономией, что и вылилось в его карьеру радиоастронома.

## Научная деятельность
Получил степень бакалавра по физике в 1965 году, в Университете штата Пенсильвания, и доктора философии по астрономии в 1972 году, в Мэрилэндском университете в Колледж-Парке.
Докторская работа Джеймса Ричарда Фишера, под руководством Уильяма Эриксона, лежала в области разработки массива радиотелескопов в радиоастрономической обсерватории Кларк-Лэйк. Большая часть его научной деятельности также включает разработку радиотелескопов, интерферометров и обработку сигналов.
В 1972 году он поступил в Национальную радиоастрономическую обсерваторию и влился в команду разработчиков 100-метрового радиотелескопа Грин-Бэнк. В 2005 году он переехал в Центральную исследовательскую лабораторию в штаб-квартире НРО в Шарлоттсвилле, где в 2012 году ушёл в отставку, но продолжил деятельность по разработке радиоастрономических инструментов.
Вместе с Ричардом Брентом Талли, в работе Новый метод определения расстояний до галактик, ввёл знаменитую зависимость Талли-Фишера между яркостью спиральных галактик (пропорциональной массе их звёзд) и амплитудой их ротационных кривых, давшую возможность довольно точно оценивать расстояния до галактик.